# Hłyboczok (rejon zwiahelski)
Hłyboczok (ukr. Глибочок) – wieś na Ukrainie, w obwodzie żytomierskim, w rejonie zwiahelskim, w hromadzie Baranówka. W 2001 liczyła 932 mieszkańców, spośród których 915 wskazało jako ojczysty język ukraiński, 16 rosyjski, a 1 mołdawski.